# Alexander Sehestedt
Alexander Sehestedt, auch Alexander Sehested, († 6. September 1617) war ein deutscher Adliger, Herr auf Gut Güldenstein und Klosterpropst zu Uetersen.

## Leben
Er entstammte der einflussreichen Adelsfamilie Sehestedt und war Herr des Gutes Güldenstein, das er 1608 an Heinrich von der Wisch verkaufte. 1613 erstach er zufällig bei einer Tanzveranstaltung Benedict Pogwisch, den Sohn von Claus und Meta Pogwisch, geborene Blome. Er wurde 1609 zum Klosterprobst des Klosters Uetersen gewählt und hatte dauernd Streit mit der Priorin Catharina Pogwisch, wegen der hohen Reisekosten von seinem Wohnort in Stade. In einem Bericht hieß es:  A. Sehestedt hätte 14 Meilen weit vom Kloster gesessen..., als er aber ein Jahr zum Stade gelegen, hat er stets seine Pferde im Kloster gehabt. Propst Alexander Sehestedt würden jährlich vom Kloster 200 Thaler für seine Mühe, Fleiß und getreuen Rat und zusätzlich die Zehrung und Unkosten für jede nötige "Zwischenreise" gezahlt. Alexander Sehestedt starb am 6. September 1617, sein Nachfolger sollte zunächst Wulf Blome zu Testorf werden, der aber ablehnte. Nach einigen Streitereien zwischen der Priorin und den älteren Jungfern des Klosters wurde Sievert von Pogwisch zum neuen Propst des Klosters gewählt.